# Феднево (Костромская область)
Феднево — деревня в Берёзовском сельском поселении Галичского района Костромской области России. 

## География
Деревня расположена у реки Ноля.

## История
Согласно Спискам населенных мест Российской империи в 1872 году деревня относилась к 2 стану Солигаличского уезда Костромской губернии. В ней числилось 8 дворов, проживали 21 мужчина и 19 женщин.
Согласно переписи населения 1897 года в деревне проживало 63 человека (30 мужчин и 33 женщины).
Согласно Списку населенных мест Костромской губернии в 1907 году деревня относилась к Нольско-Березовской волости Солигаличского уезда Костромской губернии. По сведениям волостного правления за 1907 год в ней числилось 14 крестьянских дворов и 92 жителя.
До муниципальной реформы 2010 года деревня также входила в состав Березовского сельского поселения. По состоянию на 1 января 2014 года в деревне числилось 14 хозяйств и 45 жителей.